# Kerygma
Kerygma betyder på grekiska "ett utropat budskap" (av keryx, "härold") och används i kristen teologi särskilt om evangeliets budskap om Kristus som Guds Son, den som dött och uppstått.
Ordet används ibland för att särskilja detta budskap från andra former av kristen förkunnelse, till exempel parenes, olika slag av förmaning till församlingen, till exempel i Paulus brev. 